# Кубок мира по горнолыжному спорту 2015/2016
Кубок мира по горнолыжному спорту сезона 2015/2016 годов — 50-й сезон Кубка мира, который начался 24 октября 2015 года в австрийском Зёльдене и завершился 20 марта 2016 года в швейцарском Санкт-Морице.

## Общая информация
Действующими обладателями Кубка мира по итогам сезона 2014/15 являются представители Австрии Марсель Хиршер и Анна Феннингер. Феннингер получила серьёзную травму в октябре 2015 года и вынуждена полностью пропустить сезон 2015/16. Тина Мазе, которая была основной соперницей Феннингер в сезоне 2014/15, ещё до начала сезона заявила о своём решении пропустить сезон из-за усталости.
Сезон 2015/2016 — единственный в 4-летнем цикле, когда не проходят ни чемпионат мира по горнолыжному спорту, ни зимние Олимпийские игры.
Международная федерация лыжного спорта приняла решение вернуть розыгрыш малого Хрустального глобуса в зачёте комбинации, который был прекращён несколько сезонов назад. В комбинации традиционно прошло наименьшее количество стартов среди всех дисциплин — по 3 среди мужчин и женщин.
В начале февраля 2016 года у мужчин прошли старты в скоростном спуске и супергиганте на трассах корейского Чунбона, где пройдут зимние Олимпийские игры 2018 года.

### Соревнования женщин

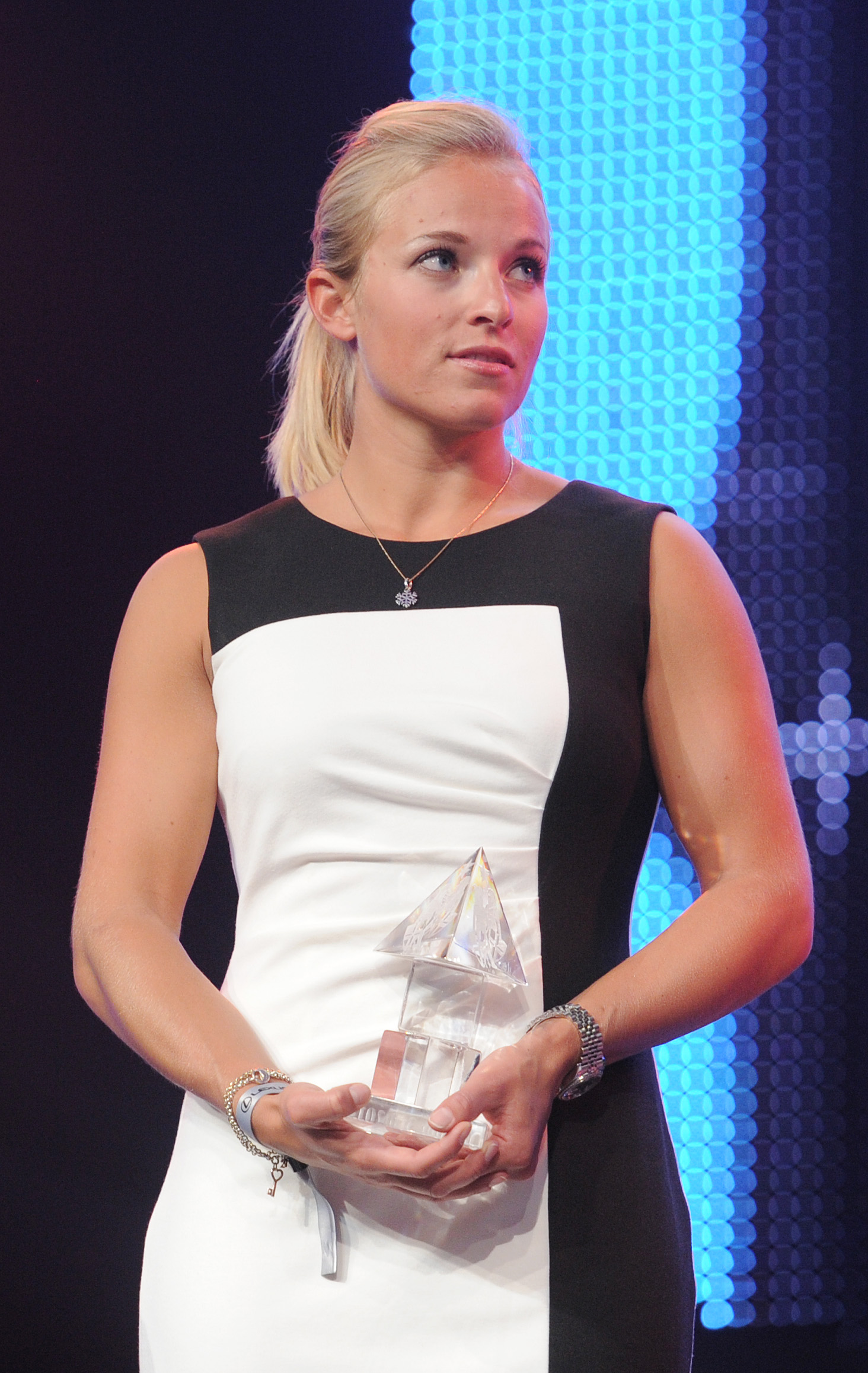
Лара Гут (фото 2014 года) стала первой швейцаркой в XXI веке, выигравшей женский Кубок мира по горнолыжному спорту

Американка Линдси Вонн, которая лидировала в общем зачёте, опережая Лару Гут на 23 очка, получила травму левого колена во время падения на трассе супергиганта в Сольдеу 27 февраля. Вонн вышла на старт в комбинации на следующий день и финишировала 13-й, однако через несколько дней, в начале марта, за две недели до окончания сезона, объявила о том, что завершает сезон, так как не хочет рисковать усугублением травмы даже ради пятой в карьере победы в Кубке мира, так как рассчитывает быть полностью готовой к чемпионату мира 2017 года и Олимпийским играм 2018 года. До травмы Вонн успела обеспечить себе рекордную 8-ю победу в зачёте скоростного спуска.
В результате травмы и завершения сезона Вонн, Лара Гут практически обеспечила себе победу в общем зачёте Кубка мира, так как Виктория Ребенсбург, Тина Вайратер и Фрида Хансдоттер к концу февраля существенно отставали от Гут и Вонн. Лара уверенно довела сезон до победного завершения, заняв три призовых места на последних 8 этапах. 17 марта на финальном этапе в Санкт-Морице Лара стала второй в супергиганте и обеспечила себе победу в зачёте этой дисциплины по итогам 8 стартов, опередив Вайратер и Вонн (ранее Гут выигрывала зачёт супергиганта в сезоне 2013/14). Всего за сезон Гут выиграла шесть этапов, при чем ей удалось победить сразу в четырёх разных дисциплинах: скоростной спуск (2 победы), супергигант (1), гигантский слалом (2) и комбинация (1).

### Соревнования мужчин

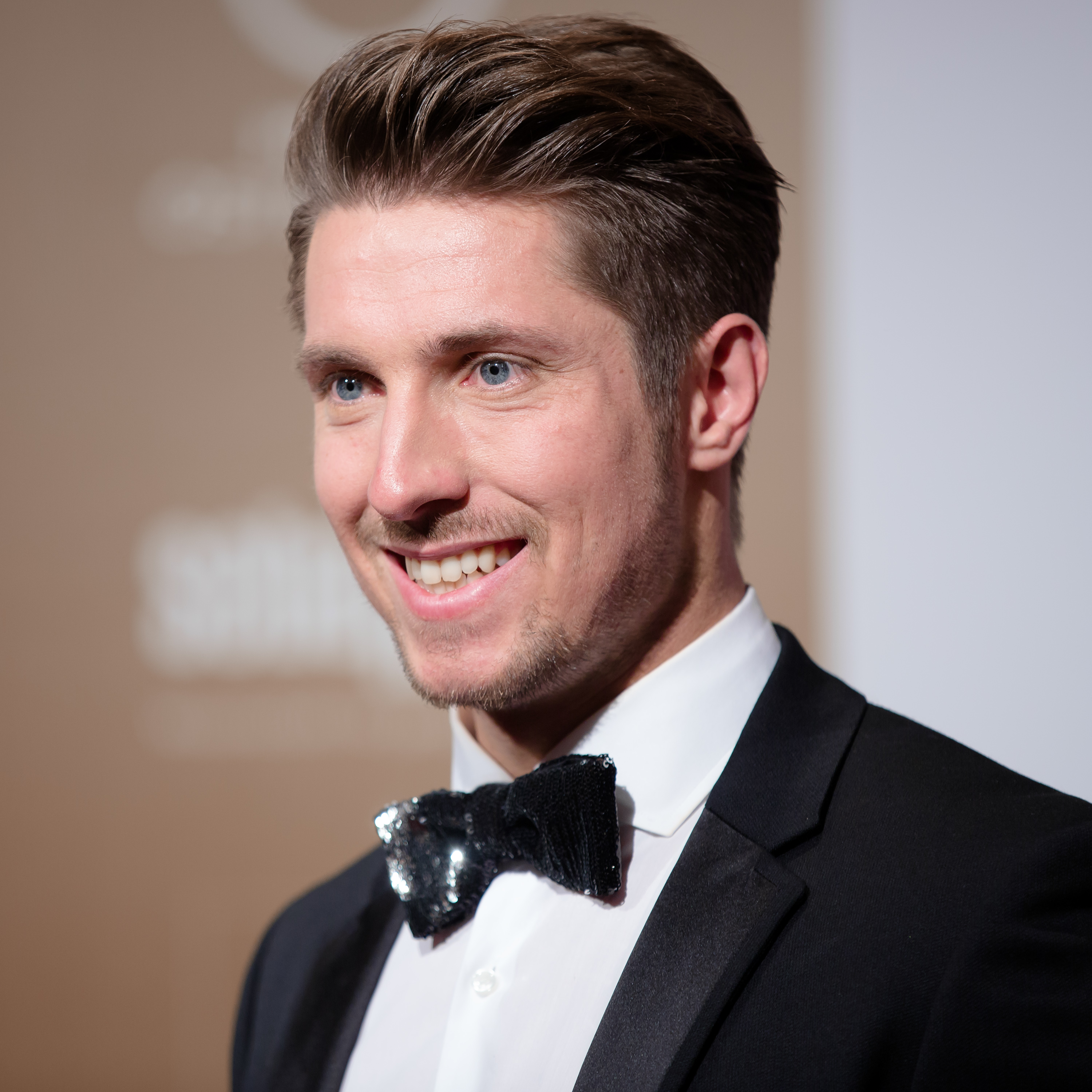
Марсель Хиршер выиграл Кубок мира пятый раз подряд, что не удавалось ранее ни одному мужчине

В мужском Кубке мира в общем зачёте с начала сезона шло соперничество 4-кратного и действующего обладателя Кубка мира Марселя Хиршера и двукратного обладателя Кубка мира Акселя Лунда Свиндаля. Из первых 11 этапов эти двое выиграли девять (пять — Свиндаль, четыре — Хиршер). Свиндаль отметился тройным триумфом на втором, третьем и четвёртом этапе сезона в Лейк Луизе и Бивер-Крике. Хиршер, который специализируется в технических дисциплинах, сумел неожиданно выиграть супергигант в американском Бивер-Крике, что было связано с конфигурацией трассы, более подходящей мастерам технических видов. Конкуренцию в слаломе и гигантском слаломе Хиршеру с самого начала сезона навязал молодой норвежец Хенрик Кристофферсен. Из первых семи слаломных этапов сезона Кристофферсен выиграл шесть, лишь однажды позволив Хиршеру опередить себя. В итоге Кристофферсен сумел выиграть итоговый зачёт слалома. В середине января Свиндаль выиграл ещё два этапа в скоростном спуске и супергиганте, но 23 января на трассе скоростного спуска в Кицбюэле получил травму, из-за которой был вынужден закончить сезон. Несмотря на столь раннее завершение сезона, Свиндаль сумел попасть в тройку лучших в зачёте и скоростного спуска, и супергиганта, при чём в скоростном спуске проиграл неожиданному победителю Петеру Филлу всего 26 очков.
После травмы Свиндаля Хиршер стал основным претендентом на свою уже пятую подряд победу в общем зачёте. В январе-феврале Хиршер одержал всего две победы, но стабильные выступления позволили австрийцу достаточно уверенно лидировать, опережая Кристофферсена и ещё одного норвежца Хьетиля Янсруда. С конца января впечатляющую форму набрал француз Алексис Пентюро, который выиграл четыре подряд гигантских слалома и две подряд комбинации. Однако сравнительно слабые результаты в супергиганте и слаломе не позволили Пентюро существенно приблизиться в общем зачёте к Хиршеру. Тем не менее Пентюро третий сезон подряд стал третьим в общем зачёте, также одержав третью в карьере победу в зачёте комбинации. Вторым же в общем зачёте в итоге стал Кристофферсен, проигравший Хиршеру почти 500 очков. Хиршер догнал рекордсмена мужского Кубка мира по количеству побед в общем зачёте Марка Жирарделли. Кроме того, он повторил достижение австрийки Аннемари Мозер-Прёль, которой единственной удавалось выиграть Кубок мира пять раз подряд (всего на её счету рекордные шесть побед).

### Кубок наций
В Кубке наций очередную победу одержали австрийцы. Они стали лучшими уже 27-й сезон подряд. Однако на этот раз соперничество было более напряжённым, чем в последние годы. Французы попали в тройку лучших в Кубке наций впервые за 15 сезонов, вытеснив оттуда швейцарцев.
В мужском зачёте лишь очень успешное выступление Марселя Хиршера позволило австрийцам опередить французов, их преимущество составило всего 201 очко, тогда как в сезоне 2014/15 австрийцы опередили французов почти на 1900 очков. Французам в январе и марте даже удавалось занимать весь подиум сначала в комбинации, а затем в гигантском слаломе. Успешно выступили и норвежцы, сразу четыре горнолыжника из этой страны попали в семёрку лучших в общем зачёте (у австрийцев только Хиршер попал в топ-10). Норвежцы выиграли 19 из 44 проведённых этапов. Но норвежцам не хватило ряда горнолыжников среднего уровня, которые могли бы приносить очки в зачёт Кубка наций на всех этапах, особенно после травмы их лидера Акселя Лунда Свиндаля. Тем не менее они сумели попасть в тройку лучших мужского зачёта Кубка наций впервые за 15 лет.
Среди женщин итальянки и швейцарки проиграли австрийкам чуть более 500 очков, тогда как в сезоне 2014/15 ближайшие конкурентки отстали от австриек более чем на 2500 очков. За весь сезон австрийки в отсутствие своего лидера Анны Феннингер выиграли всего 4 этапа, только Корнелия Хюттер смогла попасть в топ-10 общего зачёта, заняв седьмое место. На счету американок 14 побед, которые им принесли Линдси Вонн (9) и Микаэла Шиффрин (5), но обе эти горнолыжницы не сумели избежать травм по ходу сезона. Кроме того, только Лоренн Росс в сборной США поддерживала уровень лидеров, попав в итоге топ-20 общего зачёта, остальные же американские горнолыжницы не попали даже в топ-35. Это в итоге не позволило американкам войти в тройку лучших в зачёте женского Кубка наций.
Примечательно, что и среди мужчин, и среди женщин все пять зачётов отдельных дисциплин выиграли разные горнолыжники.

## Общий зачёт. Топ-20
| №  | Горнолыжник             | Очки |
| -- | ----------------------- | ---- |
| 1  | Марсель Хиршер          | 1795 |
| 2  | Хенрик Кристофферсен    | 1298 |
| 3  | Алексис Пентюро         | 1200 |
| 4  | Хьетиль Янсруд          | 1161 |
| 5  | Аксель Лунд Свиндал     | 916  |
| 6  | Доминик Парис           | 805  |
| 7  | Александер Омодт Кильде | 756  |
| 8  | Феликс Нойройтер        | 743  |
| 9  | Карло Янка              | 737  |
| 10 | Петер Филл              | 736  |
| 11 | Адриен Тео              | 714  |
| 12 | Виктор Мюффа-Жанде      | 709  |
| 13 | Беат Фойц               | 596  |
| 14 | Винсент Крихмайр        | 555  |
| 15 | Андре Мюрер             | 543  |
| 16 | Ханнес Райхельт         | 485  |
| 17 | Фриц Допфер             | 483  |
| 18 | Ромед Бауман            | 451  |
| 19 | Кристоф Иннерхофер      | 449  |
| 20 | Стивен Наймен           | 440  |

| №  | Горнолыжница            | Очки |
| -- | ----------------------- | ---- |
| 1  | Лара Гут                | 1522 |
| 2  | Линдси Вонн             | 1235 |
| 3  | Виктория Ребенсбург     | 1147 |
| 4  | Тина Вайратер           | 1016 |
| 5  | Фрида Хансдоттер        | 915  |
| 6  | Венди Хольденер         | 817  |
| 7  | Корнелия Хюттер         | 811  |
| 8  | Федерика Бриньоне       | 787  |
| 9  | Нина Лёсет              | 665  |
| 10 | Микаэла Шиффрин         | 648  |
| 11 | Фабьенн Сутер           | 648  |
| 12 | Ева-Мария Брем          | 647  |
| 13 | Вероника Велес-Зузулова | 626  |
| 14 | Надя Фанкини            | 618  |
| 15 | Михаэла Кирхгассер      | 616  |
| 16 | Мари-Мишель Ганьон      | 598  |
| 17 | Кайса Клинг             | 540  |
| 18 | Лоренн Росс             | 526  |
| 19 | Мария Пиетиля Хольмнер  | 496  |
| 20 | Шарка Страхова          | 493  |

## Результаты этапов
Сокращения названий дисциплин
- ПГ — параллельный гигантский слалом

В скобках после фамилии победителя указано который по счёту этап Кубка мира он выиграл за карьеру

### Мужчины
| Дата        | Место                         | Вид | Победитель                                                                                           | Второе место                                                                                         | Третье место                                                                                         | Ссылка                                                                                               |
| ----------- | ----------------------------- | --- | --- | --- | --- | --- |
| 25 окт 2015 | Зёльден, Австрия              | Г   | Тед Лигети (25)                                                                                      | Тома Фанара                                                                                          | Марсель Хиршер                                                                                       | |
| 15 ноя 2015 | Леви, Финляндия               | Сл  | Этап отменён из-за тёплой погоды и недостатка снега                                                  | Этап отменён из-за тёплой погоды и недостатка снега                                                  | Этап отменён из-за тёплой погоды и недостатка снега                                                  | Этап отменён из-за тёплой погоды и недостатка снега                                                  |
| 28 ноя 2015 | Лейк Луиз, Канада             | СС  | Аксель Лунд Свиндаль (26)                                                                            | Петер Филл                                                                                           | Трэвис Гэнонг                                                                                        | |
| 29 ноя 2015 | Лейк Луиз, Канада             | СГ  | Аксель Лунд Свиндаль (27)                                                                            | Маттиас Майер                                                                                        | Петер Филл                                                                                           | |
| 4 дек 2015  | Бивер-Крик, США               | СС  | Аксель Лунд Свиндаль (28)                                                                            | Хьетиль Янсруд                                                                                       | Гильермо Файе                                                                                        | |
| 5 дек 2015  | Бивер-Крик, США               | СГ  | Марсель Хиршер (32)                                                                                  | Тед Лигети                                                                                           | Эндрю Уайбрехт                                                                                       | |
| 6 дек 2015  | Бивер-Крик, США               | Г   | Марсель Хиршер (33)                                                                                  | Виктор Мюффа-Жанде                                                                                   | Хенрик Кристофферсен                                                                                 | |
| 12 дек 2015 | Валь-д’Изер, Франция          | Г   | Марсель Хиршер (34)                                                                                  | Феликс Нойройтер                                                                                     | Виктор Мюффа-Жанде                                                                                   | |
| 13 дек 2015 | Валь-д’Изер, Франция          | Сл  | Хенрик Кристофферсен (5)                                                                             | Марсель Хиршер                                                                                       | Феликс Нойройтер                                                                                     | |
| 18 дек 2015 | Валь-Гардена, Италия          | СГ  | Аксель Лунд Свиндаль (29)                                                                            | Хьетиль Янсруд                                                                                       | Александер Омодт Кильде                                                                              | |
| 19 дек 2015 | Валь-Гардена, Италия          | СС  | Аксель Лунд Свиндаль (30)                                                                            | Гильермо Файе                                                                                        | Хьетиль Янсруд                                                                                       | |
| 20 дек 2015 | Альта-Бадья, Италия           | Г   | Марсель Хиршер (35)                                                                                  | Хенрик Кристофферсен                                                                                 | Виктор Мюффа-Жанде                                                                                   | |
| 21 дек 2015 | Альта-Бадья, Италия           | ПГ  | Хьетиль Янсруд (11)                                                                                  | Аксель Лунд Свиндаль                                                                                 | Андре Мюрер                                                                                          | |
| 22 дек 2015 | Мадонна-ди-Кампильо, Италия   | Сл  | Хенрик Кристофферсен (6)                                                                             | Марсель Хиршер                                                                                       | Марко Шварц                                                                                          | |
| 29 дек 2015 | Санта-Катерина, Италия        | СС  | Адриен Тео (3)                                                                                       | Ханнес Райхельт                                                                                      | Давид Пуассон                                                                                        | |
| 6 янв 2016  | Загреб, Хорватия              | Сл  | Этап отменён из-за высокой температуры и недостатка снега, перенесён в Санта-Катерину на тот же день | Этап отменён из-за высокой температуры и недостатка снега, перенесён в Санта-Катерину на тот же день | Этап отменён из-за высокой температуры и недостатка снега, перенесён в Санта-Катерину на тот же день | Этап отменён из-за высокой температуры и недостатка снега, перенесён в Санта-Катерину на тот же день |
| 6 янв 2016  | Санта-Катерина, Италия        | Сл  | Марсель Хиршер (36)                                                                                  | Хенрик Кристофферсен                                                                                 | Александр Хорошилов                                                                                  | |
| 9 янв 2016  | Адельбоден, Швейцария         | Г   | Старт отменён из-за тумана и погодных условий, перенесён в Хинтерштодер на 26 февраля                | Старт отменён из-за тумана и погодных условий, перенесён в Хинтерштодер на 26 февраля                | Старт отменён из-за тумана и погодных условий, перенесён в Хинтерштодер на 26 февраля                | Старт отменён из-за тумана и погодных условий, перенесён в Хинтерштодер на 26 февраля                |
| 10 янв 2016 | Адельбоден, Швейцария         | Сл  | Хенрик Кристофферсен (7)                                                                             | Марсель Хиршер                                                                                       | Александр Хорошилов                                                                                  | |
| 15 янв 2016 | Венген, Швейцария             | К   | Хьетиль Янсруд (12)                                                                                  | Аксель Лунд Свиндаль                                                                                 | Адриен Тео                                                                                           | |
| 16 янв 2016 | Венген, Швейцария             | СС  | Аксель Лунд Свиндаль (31)                                                                            | Ханнес Райхельт                                                                                      | Клаус Крёлль                                                                                         | |
| 17 янв 2016 | Венген, Швейцария             | Сл  | Хенрик Кристофферсен (8)                                                                             | Джулиано Раццоли                                                                                     | Стефано Гросс                                                                                        | |
| 22 янв 2016 | Кицбюэль, Австрия             | СГ  | Аксель Лунд Свиндаль (32)                                                                            | Эндрю Уайбрехт                                                                                       | Ханнес Райхельт                                                                                      | |
| 22 янв 2016 | Кицбюэль, Австрия             | К   | Алексис Пентюро (10)                                                                                 | Виктор Мюффа-Жанде                                                                                   | Тома Мермийо-Блонден                                                                                 | |
| 23 янв 2016 | Кицбюэль, Австрия             | СС  | Петер Филл (2)                                                                                       | Беат Фойц                                                                                            | Карло Янка                                                                                           | |
| 24 янв 2016 | Кицбюэль, Австрия             | Сл  | Хенрик Кристофферсен (9)                                                                             | Марсель Хиршер                                                                                       | Фриц Допфер                                                                                          | |
| 26 янв 2016 | Шладминг, Австрия             | Сл  | Хенрик Кристофферсен (10)                                                                            | Марсель Хиршер                                                                                       | Александр Хорошилов                                                                                  | |
| 30 янв 2016 | Гармиш-Партенкирхен, Германия | СС  | Александер Омодт Кильде (1)                                                                          | Боштьян Клине                                                                                        | Беат Фойц                                                                                            | |
| 31 янв 2016 | Гармиш-Партенкирхен, Германия | Г   | Этап отменен из-за сильного снегопада. Перенос на 4 марта в Краньску-Гору                            | Этап отменен из-за сильного снегопада. Перенос на 4 марта в Краньску-Гору                            | Этап отменен из-за сильного снегопада. Перенос на 4 марта в Краньску-Гору                            | Этап отменен из-за сильного снегопада. Перенос на 4 марта в Краньску-Гору                            |
| 6 фев 2016  | Чунбон, Республика Корея      | СС  | Хьетиль Янсруд (13)                                                                                  | Доминик Парис                                                                                        | Стивен Наймен                                                                                        | |
| 7 фев 2016  | Чунбон, Республика Корея      | СГ  | Карло Янка (11)                                                                                      | Кристоф Иннерхофер                                                                                   | Винсент Крихмайр                                                                                     | |
| 13 фев 2016 | Наэба, Япония                 | Г   | Алексис Пентюро (11)                                                                                 | Матьё Февр                                                                                           | Массимилиано Блардоне                                                                                | |
| 14 фев 2016 | Наэба, Япония                 | Сл  | Феликс Нойройтер (12)                                                                                | Андре Мюрер                                                                                          | Марко Шварц                                                                                          | |
| 19 фев 2016 | Шамони, Франция               | К   | Алексис Пентюро (12)                                                                                 | Доминик Парис                                                                                        | Тома Мермийо-Блонден                                                                                 | |
| 20 фев 2016 | Шамони, Франция               | СС  | Доминик Парис (5)                                                                                    | Стивен Наймен                                                                                        | Беат Фойц                                                                                            | |
| 23 фев 2016 | Стокгольм, Швеция             | П   | Марсель Хиршер (37)                                                                                  | Андре Мюрер                                                                                          | Стефано Гросс                                                                                        | |
| 26 фев 2016 | Хинтерштодер, Австрия         | Г   | Алексис Пентюро (13)                                                                                 | Марсель Хиршер                                                                                       | Тома Фанара                                                                                          | |
| 27 фев 2016 | Хинтерштодер, Австрия         | СГ  | Александер Омодт Кильде (2)                                                                          | Боштьян Клине                                                                                        | Марсель Хиршер                                                                                       | |
| 28 фев 2016 | Хинтерштодер, Австрия         | Г   | Алексис Пентюро (14)                                                                                 | Марсель Хиршер                                                                                       | Хенрик Кристофферсен                                                                                 | |
| 4 мар 2016  | Краньска-Гора, Словения       | Г   | Алексис Пентюро (15)                                                                                 | Филипп Шёргхофер                                                                                     | Марсель Хиршер                                                                                       | |
| 5 мар 2016  | Краньска-Гора, Словения       | Г   | Марсель Хиршер (38)                                                                                  | Алексис Пентюро                                                                                      | Хенрик Кристофферсен                                                                                 | |
| 6 мар 2016  | Краньска-Гора, Словения       | Сл  | Марсель Хиршер (39)                                                                                  | Хенрик Кристофферсен                                                                                 | Стефано Гросс                                                                                        | |
| 12 мар 2016 | Квитфьелль, Норвегия          | СС  | Доминик Парис (6)                                                                                    | Валантен Жиро Муан                                                                                   | Стивен Наймен                                                                                        | |
| 13 мар 2016 | Квитфьелль, Норвегия          | СГ  | Хьетиль Янсруд (14)                                                                                  | Винсент Крихмайр                                                                                     | Доминик Парис                                                                                        | |
| 16 мар 2016 | Санкт-Мориц, Швейцария        | СС  | Беат Фойц (6)                                                                                        | Стивен Наймен                                                                                        | Эрик Гэй                                                                                             | |
| 17 мар 2016 | Санкт-Мориц, Швейцария        | СГ  | Беат Фойц (7)                                                                                        | Хьетиль Янсруд                                                                                       | — | |
| 17 мар 2016 | Санкт-Мориц, Швейцария        | СГ  | Беат Фойц (7)                                                                                        | Александер Омодт Кильде                                                                              | — | |
| 19 мар 2016 | Санкт-Мориц, Швейцария        | Г   | Тома Фанара (1)                                                                                      | Алексис Пентюро                                                                                      | Матьё Февр                                                                                           | |
| 20 мар 2016 | Санкт-Мориц, Швейцария        | Сл  | Андре Мюрер (6)                                                                                      | Марсель Хиршер                                                                                       | Себастьян Фосс Солевог                                                                               | |

### Женщины
| Дата        | Место                         | Вид | Победительница | Второе место | Третье место | Ссылка |
| ----------- | ----------------------------- | --- | --- | --- | --- | --- |
| 24 окт 2015 | Зёльден, Австрия              | Г   | Федерика Бриньоне (1) | Микаэла Шиффрин | Тина Вайратер | |
| 14 ноя 2015 | Леви, Финляндия               | Сл  | Этап отменён из-за тёплой погоды и недостатка снега. Старт перенесён в Аспен на 28 ноября                                                                                    | Этап отменён из-за тёплой погоды и недостатка снега. Старт перенесён в Аспен на 28 ноября                                                                                    | Этап отменён из-за тёплой погоды и недостатка снега. Старт перенесён в Аспен на 28 ноября                                                                                    | Этап отменён из-за тёплой погоды и недостатка снега. Старт перенесён в Аспен на 28 ноября                                                                                    |
| 27 ноя 2015 | Аспен (Колорадо), США         | Г   | Лара Гут (13) | Ева-Мария Брем | Федерика Бриньоне | |
| 28 ноя 2015 | Аспен (Колорадо), США         | Сл  | Микаэла Шиффрин (16) | Вероника Велес-Зузулова | Фрида Хансдоттер | |
| 29 ноя 2015 | Аспен (Колорадо), США         | Сл  | Микаэла Шиффрин (17) | Фрида Хансдоттер | Шарка Страхова | |
| 4 дек 2015  | Лейк Луиз, Канада             | СС  | Линдси Вонн (68) | Корнелия Хюттер | Рамона Зибенхофер | |
| 5 дек 2015  | Лейк Луиз, Канада             | СС  | Линдси Вонн (69) | Фабьенн Сутер | Корнелия Хюттер | |
| 6 дек 2015  | Лейк Луиз, Канада             | СГ  | Линдси Вонн (70) | Тамара Типплер | Корнелия Хюттер | |
| 12 дек 2015 | Оре, Швеция                   | Г   | Линдси Вонн (71) | Ева-Мария Брем | Федерика Бриньоне | |
| 13 дек 2015 | Оре, Швеция                   | Сл  | Петра Вльгова (1) | Фрида Хансдоттер | Нина Лёсет | |
| 18 дек 2015 | Валь-д’Изер, Франция          | К   | Лара Гут (14) | Линдси Вонн | Михаэла Кирхгассер | |
| 19 дек 2015 | Валь-д’Изер, Франция          | СС  | Лара Гут (15) | Фабьенн Сутер | Лариса Юркив | |
| 20 дек 2015 | Куршевель, Франция            | Г   | Ева-Мария Брем (2) | Лара Гут | — | |
| 20 дек 2015 | Куршевель, Франция            | Г   | Ева-Мария Брем (2) | Нина Лёсет | — | |
| 28 дек 2015 | Лиенц, Австрия                | Г   | Лара Гут (16) | Тина Вайратер | Виктория Ребенсбург | |
| 29 дек 2015 | Лиенц, Австрия                | Сл  | Фрида Хансдоттер (3) | Венди Хольденер | Петра Вльгова | |
| 3 янв 2016  | Загреб, Хорватия              | Сл  | Этап отменён из-за высокой температуры и недостатка снега, перенесён в Санта-Катерину на 5 января                                                                            | Этап отменён из-за высокой температуры и недостатка снега, перенесён в Санта-Катерину на 5 января                                                                            | Этап отменён из-за высокой температуры и недостатка снега, перенесён в Санта-Катерину на 5 января                                                                            | Этап отменён из-за высокой температуры и недостатка снега, перенесён в Санта-Катерину на 5 января                                                                            |
| 5 янв 2016  | Санта-Катерина, Италия        | Сл  | Нина Лёсет (1) | Шарка Страхова | Вероника Велес-Зузулова | |
| 9 янв 2016  | Санкт-Антон, Австрия          | СС  | Этап отменён из-за высокой температуры и недостатка снега, перенесён в Альтенмаркт-Цаухензе на те же даты                                                                    | Этап отменён из-за высокой температуры и недостатка снега, перенесён в Альтенмаркт-Цаухензе на те же даты                                                                    | Этап отменён из-за высокой температуры и недостатка снега, перенесён в Альтенмаркт-Цаухензе на те же даты                                                                    | Этап отменён из-за высокой температуры и недостатка снега, перенесён в Альтенмаркт-Цаухензе на те же даты                                                                    |
| 10 янв 2016 | Санкт-Антон, Австрия          | СГ  | Этап отменён из-за высокой температуры и недостатка снега, перенесён в Альтенмаркт-Цаухензе на те же даты                                                                    | Этап отменён из-за высокой температуры и недостатка снега, перенесён в Альтенмаркт-Цаухензе на те же даты                                                                    | Этап отменён из-за высокой температуры и недостатка снега, перенесён в Альтенмаркт-Цаухензе на те же даты                                                                    | Этап отменён из-за высокой температуры и недостатка снега, перенесён в Альтенмаркт-Цаухензе на те же даты                                                                    |
| 9 янв 2016  | Альтенмаркт, Австрия          | СС  | Линдси Вонн (72) | Лариса Юркив | Корнелия Хюттер | |
| 10 янв 2016 | Альтенмаркт, Австрия          | СГ  | Линдси Вонн (73) | Лара Гут | Корнелия Хюттер | |
| 12 янв 2016 | Флахау, Австрия               | Сл  | Вероника Велес-Зузулова (3) | Шарка Страхова | Фрида Хансдоттер | |
| 15 янв 2016 | Флахау, Австрия               | Сл  | Вероника Велес-Зузулова (4) | Фрида Хансдоттер | Петра Вльгова | |
| 17 янв 2016 | Флахау, Австрия               | Г   | Виктория Ребенсбург (11) | Ана Древ | Федерика Бриньоне | |
| 16 янв 2016 | Офтершванг, Германия          | Г   | Этап отменён из-за высокой температуры и недостатка снега, перенесён в австрийский Флахау на 15 и 17 января                                                                  | Этап отменён из-за высокой температуры и недостатка снега, перенесён в австрийский Флахау на 15 и 17 января                                                                  | Этап отменён из-за высокой температуры и недостатка снега, перенесён в австрийский Флахау на 15 и 17 января                                                                  | Этап отменён из-за высокой температуры и недостатка снега, перенесён в австрийский Флахау на 15 и 17 января                                                                  |
| 17 янв 2016 | Офтершванг, Германия          | Сл  | Этап отменён из-за высокой температуры и недостатка снега, перенесён в австрийский Флахау на 15 и 17 января                                                                  | Этап отменён из-за высокой температуры и недостатка снега, перенесён в австрийский Флахау на 15 и 17 января                                                                  | Этап отменён из-за высокой температуры и недостатка снега, перенесён в австрийский Флахау на 15 и 17 января                                                                  | Этап отменён из-за высокой температуры и недостатка снега, перенесён в австрийский Флахау на 15 и 17 января                                                                  |
| 23 янв 2016 | Кортина-д’Ампеццо, Италия     | СС  | Линдси Вонн (74) | Лариса Юркив | Лара Гут | |
| 24 янв 2016 | Кортина-д’Ампеццо, Италия     | СГ  | Линдси Вонн (75) | Тина Вайратер | Виктория Ребенсбург | |
| 30 янв 2016 | Марибор, Словения             | Г   | Виктория Ребенсбург (12) | Ана Древ | Тина Вайратер | |
| 31 янв 2016 | Марибор, Словения             | Сл  | Старт отменён из-за тёплой погоды и дождя, перенесён в Кран-Монтану на 15 февраля                                                                                            | Старт отменён из-за тёплой погоды и дождя, перенесён в Кран-Монтану на 15 февраля                                                                                            | Старт отменён из-за тёплой погоды и дождя, перенесён в Кран-Монтану на 15 февраля                                                                                            | Старт отменён из-за тёплой погоды и дождя, перенесён в Кран-Монтану на 15 февраля                                                                                            |
| 6 фев 2016  | Гармиш-Партенкирхен, Германия | СС  | Линдси Вонн (76) | Фабьенн Сутер | Виктория Ребенсбург | |
| 7 фев 2016  | Гармиш-Партенкирхен, Германия | СГ  | Лара Гут (17) | Виктория Ребенсбург | Линдси Вонн | |
| 13 фев 2016 | Кран-Монтана, Швейцария       | СС  | Оба старта отменены из-за сильного снегопада и неподходящего состояния трассы. Скоростной спуск перенесён в итальянский Ла-Тюиль на 19 февраля, комбинация не была перенеена | Оба старта отменены из-за сильного снегопада и неподходящего состояния трассы. Скоростной спуск перенесён в итальянский Ла-Тюиль на 19 февраля, комбинация не была перенеена | Оба старта отменены из-за сильного снегопада и неподходящего состояния трассы. Скоростной спуск перенесён в итальянский Ла-Тюиль на 19 февраля, комбинация не была перенеена | Оба старта отменены из-за сильного снегопада и неподходящего состояния трассы. Скоростной спуск перенесён в итальянский Ла-Тюиль на 19 февраля, комбинация не была перенеена |
| 14 фев 2016 | Кран-Монтана, Швейцария       | К   | Оба старта отменены из-за сильного снегопада и неподходящего состояния трассы. Скоростной спуск перенесён в итальянский Ла-Тюиль на 19 февраля, комбинация не была перенеена | Оба старта отменены из-за сильного снегопада и неподходящего состояния трассы. Скоростной спуск перенесён в итальянский Ла-Тюиль на 19 февраля, комбинация не была перенеена | Оба старта отменены из-за сильного снегопада и неподходящего состояния трассы. Скоростной спуск перенесён в итальянский Ла-Тюиль на 19 февраля, комбинация не была перенеена | Оба старта отменены из-за сильного снегопада и неподходящего состояния трассы. Скоростной спуск перенесён в итальянский Ла-Тюиль на 19 февраля, комбинация не была перенеена |
| 15 фев 2016 | Кран-Монтана, Швейцария       | Сл  | Микаэла Шиффрин (18) | Настасья Ноанс | Мари-Мишель Ганьон | |
| 19 фев 2016 | Ла-Тюиль, Италия              | СС  | Лара Гут (18) | Корнелия Хюттер | Надя Фанкини | |
| 20 фев 2016 | Ла-Тюиль, Италия              | СС  | Надя Фанкини (2) | Линдси Вонн | Даниела Меригетти | |
| 21 фев 2016 | Ла-Тюиль, Италия              | СГ  | Тина Вайратер (5) | Лара Гут | Линдси Вонн | |
| 23 фев 2016 | Стокгольм, Швеция             | П   | Венди Хольденер (1) | Фрида Хансдоттер | Мария Пиетиля Хольмнер | |
| 27 фев 2016 | Сольдеу, Андорра              | СГ  | Федерика Бриньоне (2) | Лоренн Росс | Тамара Типплер | |
| 28 фев 2016 | Сольдеу, Андорра              | К   | Мари-Мишель Ганьон (2) | Венди Хольденер | Анн-Софи Барте | |
| 5 мар 2016  | Ясна, Словакия                | Г   | Этап отменен из-за плохой погоды. Перенос на 7 марта там же | Этап отменен из-за плохой погоды. Перенос на 7 марта там же | Этап отменен из-за плохой погоды. Перенос на 7 марта там же | Этап отменен из-за плохой погоды. Перенос на 7 марта там же |
| 6 мар 2016  | Ясна, Словакия                | Сл  | Микаэла Шиффрин (19) | Венди Хольденер | Вероника Велес-Зузулова | |
| 7 мар 2016  | Ясна, Словакия                | Г   | Ева-Мария Брем (3) | Виктория Ребенсбург | Федерика Бриньоне | |
| 12 мар 2016 | Ленцерхайде, Швейцария        | СГ  | Корнелия Хюттер (1) | Фабьенн Сутер | Тамара Типплер | |
| 13 мар 2016 | Ленцерхайде, Швейцария        | К   | Венди Хольденер (2) | Михаэла Кирхгассер | Лара Гут | |
| 16 мар 2016 | Санкт-Мориц, Швейцария        | СС  | Мирьям Пухнер (1) | Фабьенн Сутер | Елена Куртони | |
| 17 мар 2016 | Санкт-Мориц, Швейцария        | СГ  | Тина Вайратер (6) | Лара Гут | Корнелия Хюттер | |
| 19 мар 2016 | Санкт-Мориц, Швейцария        | Сл  | Микаэла Шиффрин (20) | Вероника Велес-Зузулова | Фрида Хансдоттер | |
| 20 мар 2016 | Санкт-Мориц, Швейцария        | Г   | Виктория Ребенсбург (13) | Таина Барьо | Лара Гут | |

### Команды
Результат в зачёт Кубка наций
| Дата        | Место                  | Победители                                                                                                | Второе место | Третье место | Ссылка |
| ----------- | ---------------------- | --- | --- | --- | ------ |
| 18 мар 2016 | Санкт-Мориц, Швейцария | Швейцария · Шарлотт Шабль · Мишель Гизин · Венди Хольденер · Даниель Юле · Жюстен Мюризье · Рето Шмидигер | Германия · Лена Дюрр · Кристина Гайгер · Катрин Хиртль-Штангассингер · Фриц Допфер · Штефан Луйц · Доминик Штеле | Швеция · Фрида Хансдоттер · Анна Свенн-Ларссон · Мария Пиетиля Хольмнер · Маттиас Харгин · Йенс Бюггмарк · Андре Мюрер |        |

## Зачёт отдельных дисциплин

### Мужчины
| № | Горнолыжник         | Очки |
| - | ------------------- | ---- |
| 1 | Петер Филл          | 462  |
| 2 | Аксель Лунд Свиндал | 436  |
| 3 | Доминик Парис       | 432  |
| 4 | Хьетиль Янсруд      | 432  |
| 5 | Беат Фойц           | 414  |

| № | Горнолыжник             | Очки |
| - | ----------------------- | ---- |
| 1 | Александер Омодт Кильде | 415  |
| 2 | Хьетиль Янсруд          | 375  |
| 3 | Аксель Лунд Свиндал     | 310  |
| 4 | Винсент Крихмайр        | 298  |
| 5 | Карло Янка              | 259  |

| № | Горнолыжник          | Очки |
| - | -------------------- | ---- |
| 1 | Марсель Хиршер       | 766  |
| 2 | Алексис Пентюро      | 690  |
| 3 | Хенрик Кристофферсен | 487  |
| 4 | Матьё Февр           | 423  |
| 5 | Виктор Мюффа-Жанде   | 405  |

| № | Горнолыжник          | Очки |
| - | -------------------- | ---- |
| 1 | Хенрик Кристофферсен | 811  |
| 2 | Марсель Хиршер       | 780  |
| 3 | Феликс Нойройтер     | 389  |
| 4 | Андре Мюрер          | 367  |
| 5 | Александр Хорошилов  | 358  |

| № | Горнолыжник          | Очки |
| - | -------------------- | ---- |
| 1 | Алексис Пентюро      | 220  |
| 2 | Тома Мермийо-Блонден | 170  |
| 3 | Хьетиль Янсруд       | 165  |
| 4 | Доминик Парис        | 161  |
| 5 | Виктор Мюффа-Жанде   | 130  |

### Женщины
| № | Горнолыжница    | Очки |
| - | --------------- | ---- |
| 1 | Линдси Вонн     | 580  |
| 2 | Фабьенн Сутер   | 463  |
| 3 | Лариса Юркив    | 407  |
| 4 | Лара Гут        | 394  |
| 5 | Корнелия Хюттер | 387  |

| № | Горнолыжница        | Очки |
| - | ------------------- | ---- |
| 1 | Лара Гут            | 481  |
| 2 | Тина Вайратер       | 436  |
| 3 | Линдси Вонн         | 420  |
| 4 | Корнелия Хюттер     | 400  |
| 5 | Виктория Ребенсбург | 293  |

| № | Горнолыжница        | Очки |
| - | ------------------- | ---- |
| 1 | Ева-Мария Брем      | 592  |
| 2 | Виктория Ребенсбург | 590  |
| 3 | Лара Гут            | 472  |
| 4 | Федерика Бриньоне   | 425  |
| 5 | Тина Вайратер       | 321  |

| № | Горнолыжница            | Очки |
| - | ----------------------- | ---- |
| 1 | Фрида Хансдоттер        | 711  |
| 2 | Вероника Велес-Зузулова | 626  |
| 3 | Венди Хольденер         | 561  |
| 4 | Микаэла Шиффрин         | 500  |
| 5 | Шарка Страхова          | 493  |

| № | Горнолыжница       | Очки |
| - | ------------------ | ---- |
| 1 | Венди Хольденер    | 198  |
| 2 | Лара Гут           | 160  |
| 3 | Михаэла Кирхгассер | 153  |
| 4 | Мари-Мишель Ганьон | 145  |
| 5 | Линдси Вонн        | 100  |
| 6 | Анн-Софи Барте     | 100  |

### Кубок наций
| № | Страна    | Очки   |
| - | --------- | ------ |
| 1 | Австрия   | 10 591 |
| 2 | Италия    | 8770   |
| 3 | Франция   | 7733   |
| 4 | Швейцария | 7195   |
| 5 | Норвегия  | 5929   |

| № | Страна    | Очки |
| - | --------- | ---- |
| 1 | Австрия   | 5804 |
| 2 | Франция   | 5603 |
| 3 | Норвегия  | 4833 |
| 4 | Италия    | 4512 |
| 5 | Швейцария | 2940 |

| № | Страна    | Очки |
| - | --------- | ---- |
| 1 | Австрия   | 4787 |
| 2 | Италия    | 4258 |
| 3 | Швейцария | 4255 |
| 4 | США       | 3077 |
| 5 | Швеция    | 2432 |